# Herb Świebodzic
Herb Świebodzic – jeden z symboli miasta Świebodzice w postaci herbu.

## Wygląd i symbolika
Herb zawiera umieszczoną na niebieskim polu, wspartą o podstawę tarczy herbowej, potrójnie blankowaną w zwieńczeniu, srebrną (białą) wieżę bramną, z podniesioną srebrną kratownicą. Jest ona przykryta spiczastym, czerwonym dachem i zakończona złotą gałką. Na piętrze widoczne niewielkie okno (strzelnica). Na zewnętrznych krenelażach zatknięte są trójkątne złote (żółte) flagi. Pobocznie z prawej strony skierowany twarzą do wieży, srebrny (biały) półksiężyc, po lewej sześcioramienna, złotą (żółtą) gwiazdę. Tarcza herbowa jest typu hiszpańskiego.

## Historia
Herb ustanowiony 21 czerwca 2012 roku zastąpił wersję obowiązującą od lat 90. XX wieku
Istnieją dwie przypuszczalne wersje nadania herbu miastu. Według pierwszej uczynił to w 1291 r. Bolko I Surowy, na co wskazuje podobieństwo owego herbu do herbów Bolkowa, Chojnowa i Ziębic – miast zdobytych przez niego w tym czasie. Druga Wersja jest taka, że herb nadał Świebodzicom Bolko II Mały w roku 1337 wraz z tzw. "głównym przywilejem". Gwiazda miałaby wtedy wskazywać na związki Bolka z Krakowem.